# جواز سفر سويسري
جواز سفر سويسري هو جواز السفر الذي يصدر لمواطني سويسرا لتسهيل السفر الدولي. تبلغ تكلفة جواز السفر السويسري 140 فرنك سويسري للبالغين و60 فرنك سويسري للقاصرين.
يسمح جواز السفر مع بطاقة الهوية السويسرية بحرية التنقل في أي من دول رابطة التجارة الحرة الأوروبية والاتحاد الأوروبي.

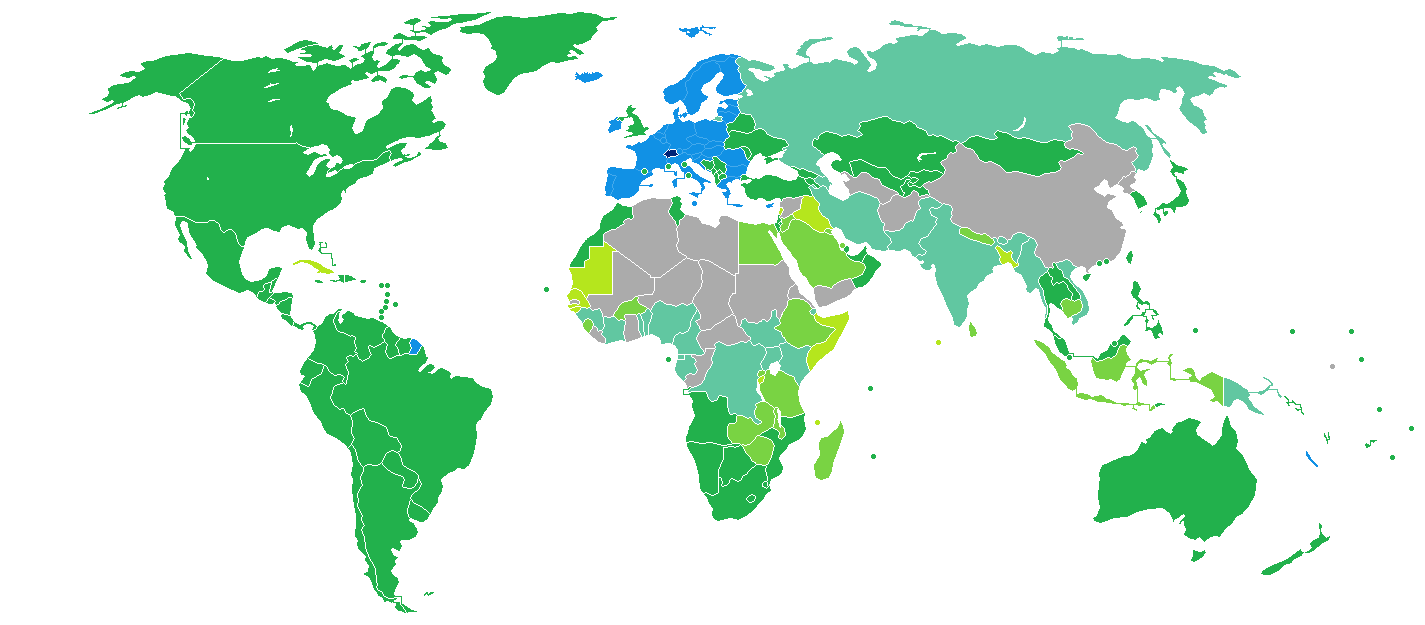
البلدان والأقاليم التي لا تفرض تأشيرة أو تطلب تأشيرة دخول عند الوصول للجهة، لحاملي جوازات السفر السويدية العادية.